# Zeineba Yimer
Zeineba Yimer (amharisch ዘይነባ ይመር; * 17. Juni 1998) ist eine äthiopische Langstreckenläuferin.

## Sportliche Laufbahn
Erste internationale Erfahrungen sammelte Zeineba Yimer bei den Crosslauf-Weltmeisterschaften 2017 in Kampala, bei denen sie in der U20-Wertung nach 19:32 min Rang zehn belegte und sich in der Team-Wertung die Goldmedaille sicherte. Im Jahr darauf erreichte sie bei den Halbmarathon-Weltmeisterschaften 2018 in Valencia in 1:08:07 h Rang fünf und wurde äthiopische Halbmarathon-Meisterin. Anfang Februar 2019 wurden sie beim RAK-Halbmarathon in 1:05:46 h Dritte und im Juni stellte sie in Valencia bei einem 15-km-Straßenlauf mit 46:52 min einen neuen Streckenrekord auf. Im August gewann sie bei den Afrikaspielen in Rabat in 31:57,95 min die Silbermedaille im 10.000-Meter-Lauf hinter ihrer Landsfrau Tsehay Gemechu. Bei den Halbmarathon-Weltmeisterschaften 2020 in Gdynia wurde sie in 1:05:39 h Vierte. Im Jahr darauf startete sie im Marathon bei den Olympischen Spielen, konnte dort aber ihr Rennen nicht beenden.

## Persönliche Bestzeiten
- 10.000 Meter: 30:46,24 min, 17. Juli 2019, Hengelo
- 10-km-Straßenlauf: 32:47 min, 27. Mai 2018, Bengaluru
- 15-km-Straßenlauf: 46:52 min, 8. Juni 2019, Valencia
- Halbmarathon: 1:05:39 min, 17. Oktober 2020 in Gdynia
- Marathon: 2:19:28 h, 1. Dezember 2019, Valencia